# جيسي المر
جيسي المر صحفية لبنانية-أمريكية، متخصصة بمتابعة المؤثرين والمدونين العرب عبر وسائط التواصل الاجتماعي. تعمل اليوم كمعدة ومقدمة فقرة «#تغريدة_الصباح» على قناة سكاي نيوز عربية في أبوظبي، التي تركز على تسليط الضوء على طاقات الشباب العربي التي تبرز بشكل يومي على وسائط التواصل الاجتماعي.

## السيرة المهنية
عملت جيسي المر على مدى 15 عاماً كمراسلة ومحررة أخبار في قنوات أخبار عالمية بينها بي بي سي ومكاتب قناة الجزيرة في واشنطن. في الولايات المتحدة شاركت بتغطيات الانتخابات الرئاسية الأميركية وانتخابات الكونغرس إلى جانب سلسلة من التغطيات السياسية والاقتصادية باللغتين الإنجليزية والعربية لقناة بي بي سي. على مدى أربعة أعوام تخصصت جيسي في تغطية أعمال الجمعية العامة للأمم المتحدة في نيويورك ونفذت سلسلة من المقابلات الحصرية مع مجموعة من السياسيين الأميركيين والعرب.

### تغطية عمليات الجيش الأمريكي في قندهار
حققت جيسي المر سبقاً صحفياً كونها أول صحفية عربية حصلت على إذن خاص لتغطية عمليات الجيش الأميركي في قندهار، أفغانستان عام 2012 إضافة لتغطيتها لأكبر مناورات عسكرية بحرية عامي 2013 و2014. وعادت بسلسلة من التقارير المصورة والحصرية لقناة سكاي نيوز عربية.

### تغطية الغارات الجوية الأمريكية على داعش
في أكتوبر 2014، كانت جيسي أول مراسلة عربية تغطي الغارات الجوية الأمريكية على أهداف داعش في سوريا والعراق، في سلسلة من التقارير المصورة والحصرية لسكاي نيوز عربية، من على متن حاملة الطائرات الأميركية جورج بوش.

## مؤهلات وجوائز
- حائزة على ماجيستير في الإعلام المرئي من جامعة إمرسون في بوسطن عام 2005.
- فازت في جائزة «أفضل مشروع تصويري» من جامعة إمرسون في بوسطن عن تقريرها المصور حول ابنة الرئيس المصري السابق أنور السادات.
- حائزة على شهادة بكالوريوس في علم النفس من الجامعة الأميركية في بيروت عام 2001.

## صفحات التواصل الاجتماعي
صفحة جيسي المر على انستكرام

صفحة جيسي المر على تويتر